# Siphanthera duidae
Siphanthera duidae là một loài thực vật có hoa trong họ Mua. Loài này được (Gleason) Wurdack miêu tả khoa học đầu tiên năm 1963.